# Frithiof Roslund
Gustaf Frithiof Roslund, född 2 mars 1852 i Tåssjö socken, Kristianstads län, död 16 juni 1933 i Landskrona, var en svensk präst. Han var far till Nell Walden och Anna Roslund.
Roslund, som var son till folkskollärare Johan Fredrik Roslund och Petronella Holst, blev student vid Lunds universitet 1872, avlade teoretisk teologisk examen 1878, praktisk teologisk examen 1879 och prästvigdes samma år. Han blev bataljonspredikant vid svenska flottan i Karlskrona 1885, predikant vid lasarettet och vid fattigvårdsinrättningen där 1886, komminister i Trelleborgs församling 1891 och kyrkoherde i Landskrona församling 1903. Han var inspektör för elementarskolan för flickor i Landskrona från 1903 och tillhörde stadsfullmäktige 1905–1918. Han skrev artiklar och utgav föredrag i kyrkliga ämnen.